# Viljo Kajava
Viljo Lennart Kajava (Tampere, 22 de setembro de 1909 – Helsinki, 2 de fevereiro, 1998) foi um poeta e escritor finlandês. Suas primeiras coleções de poemas foram lançadas em 1935. Durante sua carreira de 50 anos ele publicou cerca de 40 livros, a maioria de poemas. "Poemas de Tampere 1918" de Kajava se tornou um símbolo do ponto de vista pacifista da Guerra Civil Finlandesa.